# Baltichallen

Baltichallen är en idrottsanläggning i Mariehamn, Åland. Hallen ritades av arkitekt Folke Wickström och byggdes 1998. Hallen inrymmer 2 stycken parallella innebandy- och handbollsplaner och en centrumplan linjerad för dessa sporter, omklädningsrum, klubbrum och servering.
Bredvid hallen finns Baltic friidrottsarena samt en 1,86 kilometer lång motionsslinga.